# Sjaak Swart
Sjaak Swart (Ámsterdam, 3 de julio de 1938) es un exfutbolista neerlandés. Es el futbolista que más veces ha jugado con la camiseta del equipo de fútbol Ajax.

## Trayectoria
Se formó en las divisiones inferiores del Ajax. En la temporada 56/57, el Ajax fue el campeón de la primera Eredivisie y tuvo el derecho de disputar por primera vez la Copa de Europa al año siguiente. Este año estuvo también marcado por el debut en el primer equipo de Sjaak Swart, uno de los más importantes jugadores de la historia del club. El jugador que más tarde sería conocido como "Mister Ajax", por haber jugado más de 600 partidas oficiales en el conjunto ajacied, debutó el 30 de septiembre de 1956 en un EVV Eindhoven - Ajax (0-3). A partir de aquí comienza una carrera que le mantendría ligado al Ajax durante prácticamente 17 años.
Marcó su primer gol con el Ajax, el 6 de octubre de 1957, en un NOAD - Ajax (1-3). Swart tuvo la fortuna de vivir la mejor época del Ajax en su historia y de compartir su talento con la mejor generación de futbolistas neerlandeses de la historia. El club inició bien la década de los 60, con la conquista de la Copa de los Países Bajos en 1960/61, la primera en ser disputada después de la Segunda Guerra Mundial. Pero no consiguió ningún otro título hasta la llegada en 1964, de Rinus Michels, un ex crack del club, que se consagraría más tarde como uno de los técnicos más importantes de la historia del fútbol neerlandés.
De la mano de Michels, el Ajax se proyectó internacionalmente y revolucionó el fútbol con el concepto del fútbol total, en el que los jugadores podían actuar en varias posiciones y en el que se mejoró la condición atlética y técnica de los jugadores. El riesgo que se asumía en el campo con la colocación de la defensa prácticamente al borde de la línea de medios, quedó paliado con un fútbol rápido y al toque y con una ataque constante sobre la portería rival, que posteriormente sería implantado en la Selección neerlandesa en 1974.
Swart vivió aquellos años como parte integrante de aquel equipo que comenzó una fase gloriosa conquistando los Campeonatos neerlandeses de 1966, 1967, y 1969, y comenzó a aparecer con fuerza en el escenario europeo. Perdió la final de la Copa de Europa ante el Milan por 4 a 1, pero la experiencia adquirida fue esencial para conseguir éxitos posteriores.
En esta época ya jugaban en el Ajax junto al legendario Swart cracks como: Suurbier, Neeskens, el líbero iugoslavo Vasovic, el ponta Keizer y, principalmente Johan Cruyff. Cruyff era el símbolo de este estilo de juego, era el líder, el director de orquesta que ordenaba y organizaba todos los movimientos del equipo, un genio.
La primera gran conquista de Swart y el Ajax fue la Copa de Europa de 1971, derrotando al Panathinaikos en la final por 2:0. Al año siguiente, Rinus Michels fue traspasado al Barça pero su sustituto, Stefan Kovacs, mantuvo el esquema de juego, y conquistó el segundo título europeo, derrotando al Inter de Milán por 2:0. A los Swart, Cruyff, Suuribier y compañía se unieron otros grandes cracks como: Arie Haan, Ruud Krol y Johnny Rep, que haría el gol de la victoria del tricampeonato europeo contra la Juventus, en 1973. Conquistó también la Copa Intercontinental, en 1972, con la victoria sobre Club Atlético Independiente 3:0, después de empatar en la ida en Buenos Aires.
Permaneció en el Ajax hasta 1973, cuando "Mister Ajax" Sjaak Stwart se despidió del fútbol tras 17 años de carrera en el club. Coincidiendo con la marcha de Cruyff al Barça, de Keizer y Haan y con el final de una gloriosa etapa del Ajax, un equipo que cambió la historia del fútbol.

## Selección nacional
Con la selección de fútbol de los Países Bajos fue internacional en 34 ocasiones, marcando 11 goles. Debutó el 26 de septiembre de 1960, en el partido México 3-1 Países Bajos. Jugó su último partido como internacional el 30 de agosto de 1972, en un Checoslovaquia 1-2 Países Bajos.

## Clubes
1956-1973: Ajax de Ámsterdam

## Palmarés
- 8 Liga neerlandesa: 1957; 1960; 1966; 1967; 1968; 1970; 1972; 1973.
- 5 Copa de los Países Bajos: 1961; 1967; 1970; 1971; 1972.
- 3 Copa de Europa: 1971; 1972; 1973
- 1 Supercopa de Europa: 1972 (en ese entonces no oficial).
- 1 Copa Intercontinental: 1972.

- Datos: Q1334013
- Multimedia: Sjaak Swart / Q1334013